# Sympetrum danae
Sympetrum danae (Sulzer, 1776) è una libellula della famiglia Libellulidae. In italiano questa specie ha il nome comune di "cardinale nero".

## Descrizione

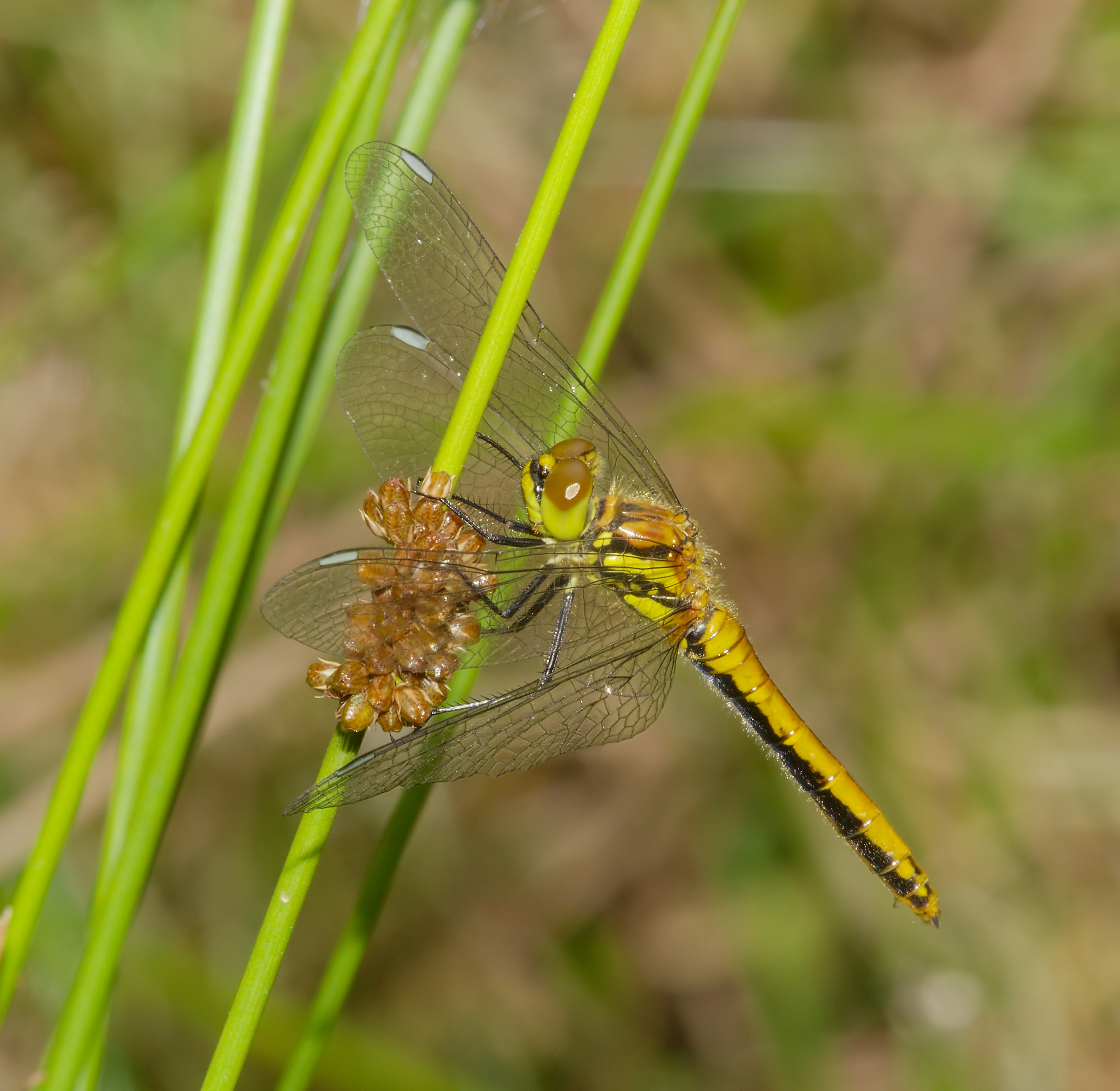
Femmina
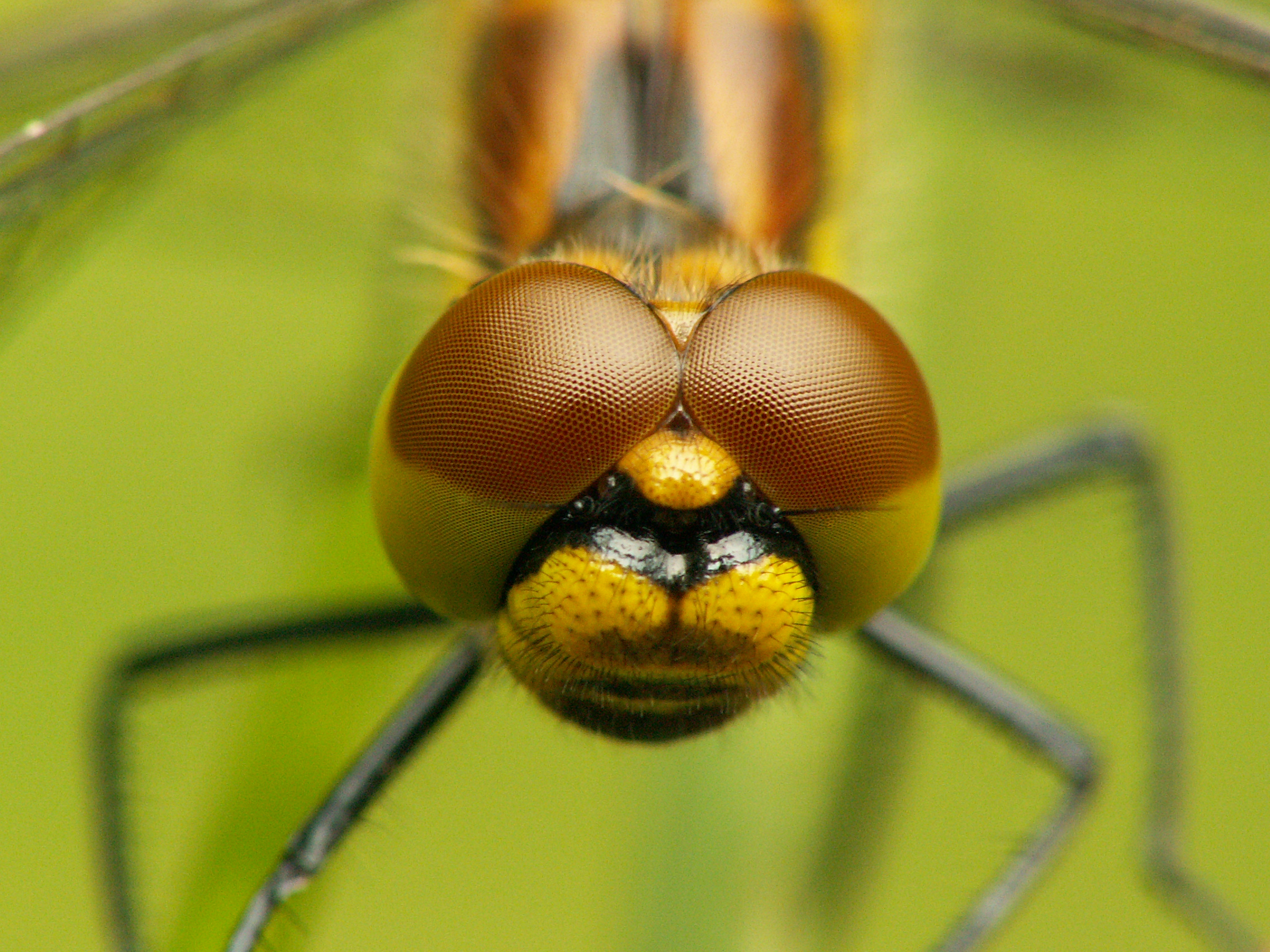
Dettaglio del capo
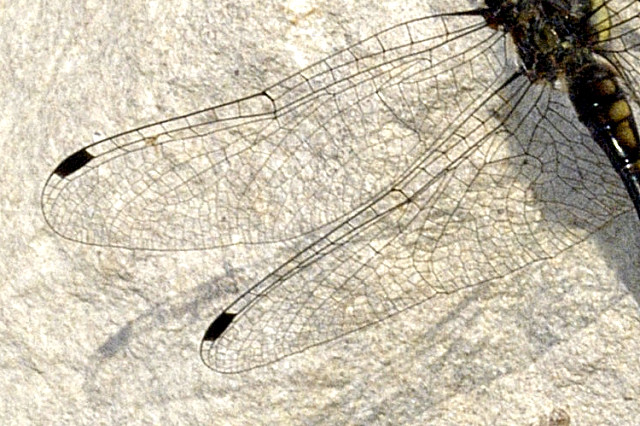
Dettaglio dell'ala

## Biologia

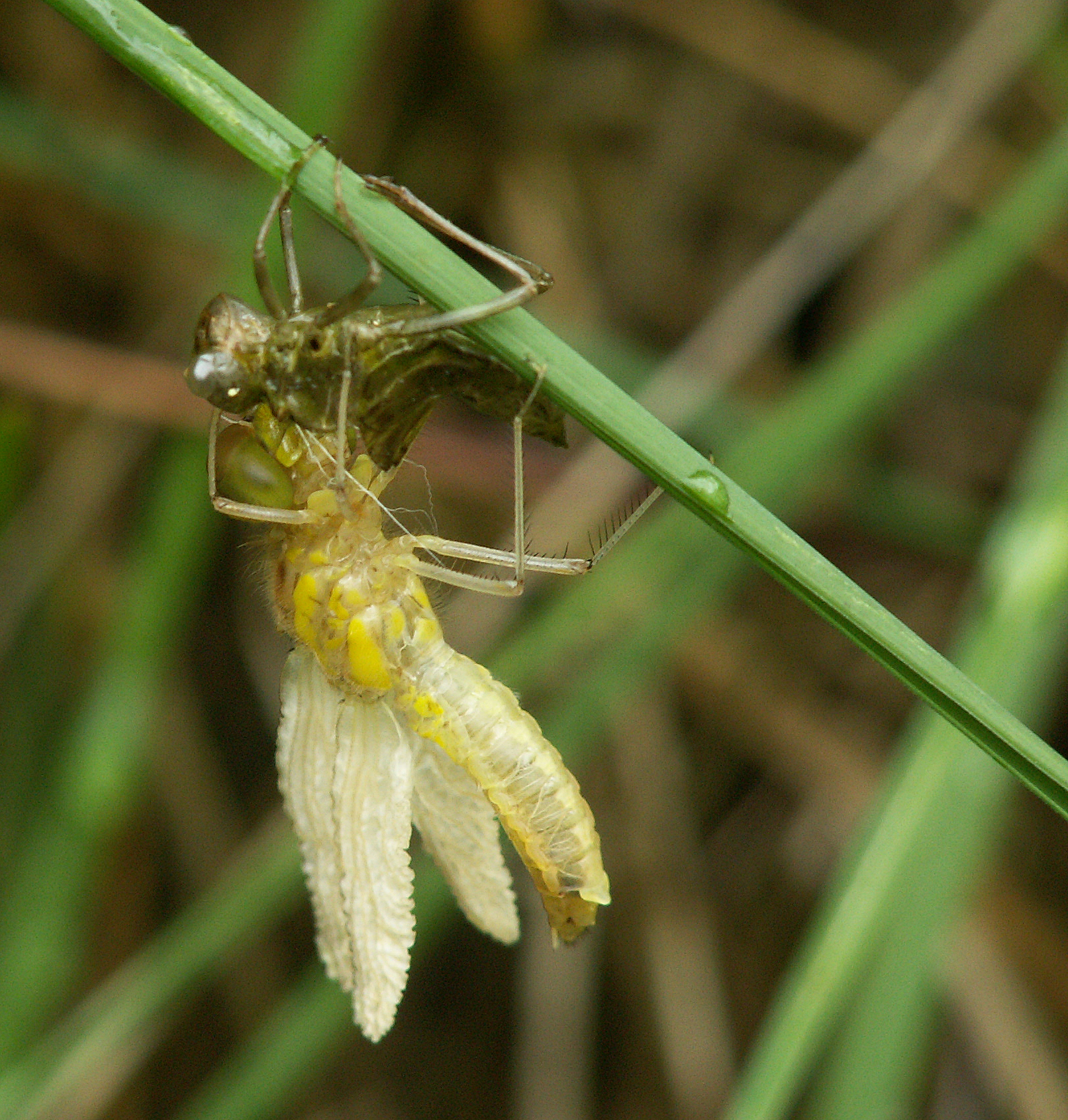
Muta
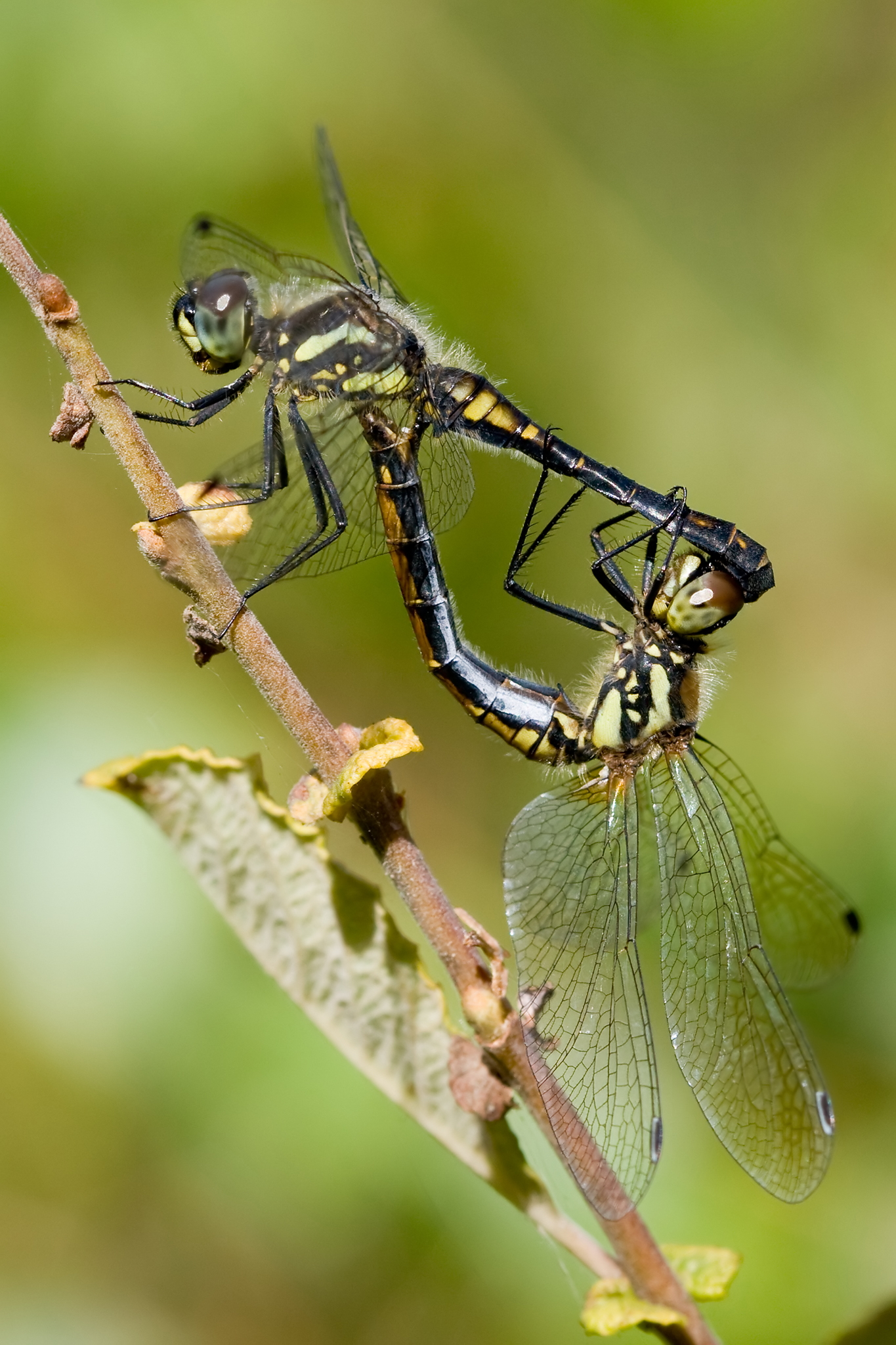
Accoppiamento

## Distribuzione e habitat
È una specie con un'ampia distribuzione olartica, presente in Nord America, dall'Alaska sino alla California, e nella parte settentrionale dell'Eurasia, dall'Irlanda sino al Giappone. Comune in Europa settentrionale, è più rara nella parte meridionale del continente, ove la sua presenza è limitata alle regioni montane (Pirenei, Alpi).
Popola aree con acque stagnanti con abbondante vegetazione emergente, quali le rive dei laghi, le paludi e le torbiere.